# Tobias Mandler
Tobias Mandler (* 29. Mai 2001 in Lienz) ist ein österreichischer Fußballspieler.

## Karriere
Mandler begann seine Karriere beim ASKÖ Irschen. Zur Saison 2015/16 wechselte er in die Jugend der Kapfenberger SV. Im Mai 2017 spielte er erstmals für die vierte Mannschaft der KSV, ASC Rapid Kapfenberg II, in der siebtklassigen Gebietsliga. Im März 2018 kam er zu seinem ersten Einsatz für die Drittmannschaft in der sechstklassigen Unterliga.
Zur Saison 2019/20 rückte er in den Kader der zweiten Mannschaft, für die er im September 2019 erstmals in der fünftklassigen Oberliga zum Einsatz kam. Im Juni 2020 stand er gegen die SV Ried erstmals im Profikader der Kapfenberger. Sein Debüt in der 2. Liga gab er im selben Monat, als er am 23. Spieltag der Saison 2019/20 gegen den SV Horn in der 52. Minute für Paul Sarac eingewechselt wurde. Insgesamt kam er für Kapfenberg zu 94 Zweitligaeinsätzen.
Zur Saison 2024/25 wechselte Mandler innerhalb der Liga zu Schwarz-Weiß Bregenz, wo er einen bis 2026 laufenden Vertrag erhielt.